# فرودگاه بین‌المللی سر سرتزه خاما
فرودگاه بین‌المللی سر سرتزه خاما (به انگلیسی: Sir Seretse Khama International Airport) یک فرودگاه همگانی با کد یاتا GBE است که یک باند فرود بتن دارد و طول باند آن ۴۰۰۰ متر است. این فرودگاه در شهر گابورون کشور بوتسوانا قرار دارد و در ارتفاع ۱۰۰۶ متری از سطح دریا واقع شده است.

## شرکت‌های هواپیمایی و مقصدهای پروازی

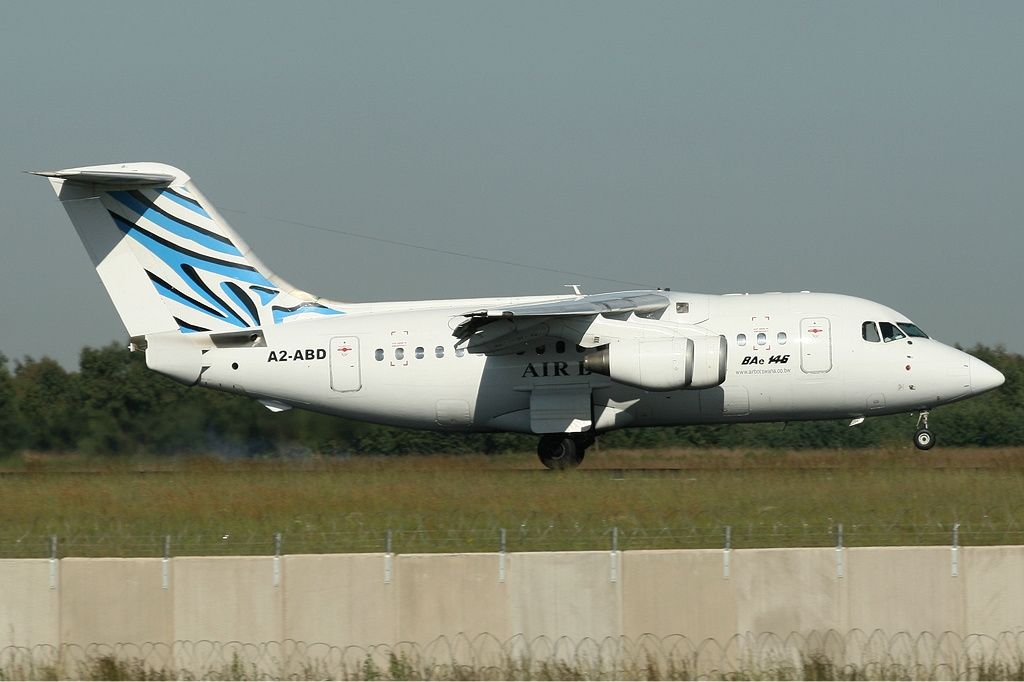
Air Botswana BAe 146-100

| شرکت‌های هواپیمایی  | مقصدهای پروازی                                                |
| ------------------ | ------------------------------------------------------------- |
| ایر بوتسوانا       | کیپ‌تاون,فرانسیس‌تاون، اولیور تامبو، کاسان، مان، آبشار ویکتوریا |
| ایر نامیبیا        | کینگ شاکا، ویندهوک هوسیا کوتاکو                               |
| ایرلینک            | اولیور تامبو                                                  |
| هواپیمایی اتیوپی   | بوول، آبشار ویکتوریا                                          |
| ساوث افریکن اکسپرس | اولیور تامبو                                                  |